# Cá bống vảy má
Cá bống vảy má, tên khoa học Exyrias puntang, là một loài cá bống trong họ Gobiidae. Chúng được Pieter Bleeker mô tả lần đầu tiên vào năm 1851.